# Сиудад де Виља де Алварез (Виља де Алварез)
Сиудад де Виља де Алварез (шп. Ciudad de Villa de Álvarez) насеље је у Мексику у савезној држави Колима у општини Виља де Алварез. Насеље се налази на надморској висини од 532 м.

## Становништво
Према подацима из 2010. године у насељу је живело 117600 становника.

### Хронологија
| Година       | 2000                  | 2005                  | 2010                   |
| ------------ | --------------------- | --------------------- | ---------------------- |
| Становништво | 76679 (37265 / 39414) | 97701 (47288 / 50413) | 117600 (57124 / 60476) |

### Попис
| \| \| м \| \| \| ж \| \| 0—2 \| 3.145 \| \| \| 2.902 \| \| 3—5 \| 3.251 \| \| \| 3.040 \| \| 6—11 \| 6.463 \| \| \| 6.283 \| \| 12—14 \| 3.256 \| \| \| 2.979 \| \| 15—17 \| 3.427 \| \| \| 3.362 \| \| 18—24 \| 7.713 \| \| \| 8.442 \| \| 60+ \| 3.288 \| \| \| 3.991 \| \| Просек : \| 28,8 \| \| \| 30,0 \| |       |  |  |       |
| |       |  |  |       |
| | м     |  |  | ж     |
| 0—2 | 3.145 |  |  | 2.902 |
| 3—5 | 3.251 |  |  | 3.040 |
| 6—11 | 6.463 |  |  | 6.283 |
| 12—14 | 3.256 |  |  | 2.979 |
| 15—17 | 3.427 |  |  | 3.362 |
| 18—24 | 7.713 |  |  | 8.442 |
| 60+ | 3.288 |  |  | 3.991 |
| Просек : | 28,8  |  |  | 30,0  |

| #   | Индикатор                                                                                        | Вредност |
| --- | ------------------------------------------------------------------------------------------------ | -------- |
| 1   | Становништво од 0 до 2 године                                                                    | 6047     |
| 2   | Мушко становништво од 0 до 2 године                                                              | 3145     |
| 3   | Женско становништво од 0 до 2 године                                                             | 2902     |
| 4   | Становништво са 3 и више година                                                                  | 109394   |
| 5   | Мушко становништво са 3 и више година                                                            | 52900    |
| 6   | Женско становништво са 3 и више година                                                           | 56494    |
| 7   | Становништво са 5 и више година                                                                  | 105238   |
| 8   | Мушко становништво са 5 и више година                                                            | 50714    |
| 9   | Женско становништво са 5 и више година                                                           | 54524    |
| 10  | Становништво са 12 и више година                                                                 | 90357    |
| 11  | Мушко становништво са 12 и више година                                                           | 43186    |
| 12  | Женско становништво са 12 и више година                                                          | 47171    |
| 13  | Становништво са 15 и више година                                                                 | 84122    |
| 14  | Мушко становништво са 15 и више година                                                           | 39930    |
| 15  | Женско становништво са 15 и више година                                                          | 44192    |
| 16  | Становништво са 18 и више година                                                                 | 77333    |
| 17  | Мушко становништво са 18 и више година                                                           | 36503    |
| 18  | Женско становништво са 18 и више година                                                          | 40830    |
| 19  | Становништво од 3 до 5 година                                                                    | 6291     |
| 20  | Мушко становништво од 3 до 5 година                                                              | 3251     |
| 21  | Женско становништво од 3 до 5 година                                                             | 3040     |
| 22  | Становништво од 6 до 11 година                                                                   | 12746    |
| 23  | Мушко становништво од 6 до 11 година                                                             | 6463     |
| 24  | Женско становништво од 6 до 11 година                                                            | 6283     |
| 25  | Становништво од 8 до 14 година                                                                   | 14714    |
| 26  | Мушко становништво од 8 до 14 година                                                             | 7523     |
| 27  | Женско становништво од 8 до 14 година                                                            | 7191     |
| 28  | Становништво од 12 до 14 година                                                                  | 6235     |
| 29  | Мушко становништво од 12 до 14 година                                                            | 3256     |
| 30  | Женско становништво од 12 до 14 година                                                           | 2979     |
| 31  | Становништво од 15 до 17 година                                                                  | 6789     |
| 32  | Мушко становништво од 15 до 17 година                                                            | 3427     |
| 33  | Женско становништво од 15 до 17 година                                                           | 3362     |
| 34  | Становништво од 18 до 24 године                                                                  | 16155    |
| 35  | Мушко становништво од 18 до 24 године                                                            | 7713     |
| 36  | Женско становништво од 18 до 24 године                                                           | 8442     |
| 37  | Женско становништво од 15 до 49 година                                                           | 35484    |
| 38  | Становништво са 60 и више година                                                                 | 7279     |
| 39  | Мушко становништво са 60 и више година                                                           | 3288     |
| 40  | Женско становништво са 60 и више година                                                          | 3991     |
| 41  | Однос између мушкараца и жена                                                                    | 94.46    |
| 42  | Становништво од нуле до 14 година                                                                | 31319    |
| 43  | Становништво од 15 до 64 године                                                                  | 79361    |
| 44  | Становништво од 65 година и више                                                                 | 4761     |
| 45  | Просечан број деце                                                                               | 1.91     |
| 46  | Становништво рођено у ентитету                                                                   | 80972    |
| 47  | Мушко становништво рођено у ентитету                                                             | 39560    |
| 48  | Женско становништво рођено у ентитету                                                            | 41412    |
| 49  | Становништво рођено у другом ентитету                                                            | 32711    |
| 50  | Мушко становништво рођено у другом ентитету                                                      | 15594    |
| 51  | Женско становништво рођено у другом ентитету                                                     | 17117    |
| 52  | Становништво од 5 година и више резидентно у ентитету у јуну 2005. године                        | 93852    |
| 53  | Мушко становништво старосног доба од 5 година и више, резидентно у ентитету у јуну 2005. године  | 44951    |
| 54  | Женско становништво старосног доба од 5 и више година, резидентно у ентитету у јуну 2005. године | 48901    |
| 55  | Становништво од 5 година и више које је живело у другом ентитету у јуну 2005. године             | 8869     |
| 56  | Мушко становништво старије од 5 година које је живело у другом ентитету у јуну 2005. године      | 4304     |
| 57  | Женско становништво старије од 5 година које је живело у другом ентитету у јуну 2005. године     | 4565     |
| 58  | Становништво од 3 године и више које говори аутохтони језик                                      | 276      |
| 59  | Мушко становништво старо 3 године и више које говори аутохтони језик                             | 162      |
| 60  | Женско становништво старо 3 године и више које говори аутохтони језик                            | 114      |
| 61  | Становништво од 3 године и више које говори аутохтони језик и не говори шпански језик            | 1        |
| 62  | Мушко становништво старо 3 године и више које говори аутохтони језик и не говори шпански         | 1        |
| 63  | Женско становништво старо 3 године и више које говори аутохтони језик и не говори шпански језик  | 0        |
| 64  | Становништво старо 3 године и више које говори аутохтони језик и шпански                         | 170      |
| 65  | Мушко становништво старо 3 године и више које говори аутохтони језик и шпански                   | 100      |
| 66  | Женско становништво старо 3 године и више које говори аутохтони језик и шпански                  | 70       |
| 67  | Становништво од 5 година и више које говори аутохтони језик                                      | 274      |
| 68  | Становништво од 5 година и више које говори аутохтони језик и не говори шпански језик            | 1        |
| 69  | Становништво од 5 година и више које говори аутохтони језик и говори шпански језик               | 169      |
| 70  | Становништво у домородачким домаћинствима                                                        | 645      |
| 71  | Становништво са ограничењима у активностима                                                      | 3808     |
| 72  | Становништво са ограниченим ходањем или кретањем, горе или доле                                  | 2208     |
| 73  | Становници са ограничењима вида, чак и уз кориштење сочива                                       | 805      |
| 74  | Становништво са ограничењима говора, комуникације или конверзације                               | 404      |
| 75  | Становништво са ограниченим слухом                                                               | 371      |
| 76  | Становништво са ограничењима при одевању, купању или јелу                                        | 279      |
| 77  | Становништво са ограничењима у опажању или учењу једноставних ствари                             | 265      |
| 78  | Становништво са менталним ограничењима                                                           | 397      |
| 79  | Становништво без ограничења активности                                                           | 111171   |
| 80  | Становништво од 3 до 5 година које не похађа школу                                               | 2480     |
| 81  | Мушко становништво од 3 до 5 година које не похађа школу                                         | 1296     |
| 82  | Женско становништво од 3 до 5 година које не похађа школу                                        | 1184     |
| 83  | Становништво од 6 до 11 година које не похађа школу                                              | 232      |
| 84  | Мушко становништво од 6 до 11 година које не похађа школу                                        | 144      |
| 85  | Женско становништво од 6 до 11 година које не похађа школу                                       | 88       |
| 86  | Становништво од 12 до 14 година које не похађа школу                                             | 267      |
| 87  | Мушко становништво од 12 до 14 година које не похађа школу                                       | 168      |
| 88  | Женско становништво од 12 до 14 година које не похађа школу                                      | 99       |
| 89  | Становништво од 15 до 17 година похађа школу                                                     | 5531     |
| 90  | Мушко становништво од 15 до 17 година похађа школу                                               | 2735     |
| 91  | Женско становништво између 15 и 17 година живота у школи                                         | 2796     |
| 92  | Становништво од 18 до 24 године похађа школу                                                     | 6912     |
| 93  | Мушко становништво од 18 до 24 године похађа школу                                               | 3292     |
| 94  | Женско становништво од 18 до 24 године похађа школу                                              | 3620     |
| 95  | Становништво од 8 до 14 година које не може да чита и пише                                       | 201      |
| 96  | Мушко становништво старосног доба од 8 до 14 година које не може да чита и пише                  | 136      |
| 97  | Женско становништво старосног доби од 8 до 14 година које не може да чита и пише                 | 65       |
| 98  | Становништво од 15 година и више које је неписмено                                               | 1526     |
| 99  | Мушко становништво од 15 година и више које је неписмено                                         | 666      |
| 100 | Женско становништво од 15 година и више које је неписмено                                        | 860      |
| 101 | Становништво старо 15 и више година без школовања                                                | 1873     |
| 102 | Мушко становништво старо 15 и више година без школовања                                          | 860      |
| 103 | Женско становништво старо 15 и више година без школовања                                         | 1013     |
| 104 | Становништво старосног доба 15 и више година са непотпуним основним образовањем                  | 5416     |
| 105 | Мушко становништво старосног доба од 15 година и више са непотпуном основним образовањем         | 2503     |
| 106 | Женско становништво старосног доба 15 и више година са непотпуном основним образовањем           | 2913     |
| 107 | Становништво старо 15 и више година са комплетним основним образовањем                           | 8152     |
| 108 | Мушко становништво старо 15 година и више са комплетним основним образовањем                     | 3699     |
| 109 | Женско становништво старо 15 и више година са комплетним основним образовањем                    | 4453     |
| 110 | Становништво старосног доба 15 и више година са непотпуним средњим образовањем                   | 3984     |
| 111 | Мушко становништво старосног доба од 15 година и више са непотпуним средњим образовањем          | 2156     |
| 112 | Женско становништво старосног доба од 15 година и више са непотпуним средњим образовањем         | 1828     |
| 113 | Становништво старо 15 и више година са пуним секундарном образовањем                             | 16765    |
| 114 | Мушко становништво старосног доба од 15 година и више са пуним секундарном образовањем           | 8115     |
| 115 | Женско становништво старосног доба од 15 година и више са пуним секундарном образовањем          | 8650     |
| 116 | Становништво старије од 18 година са постосновним образовањем                                    | 44233    |
| 117 | Мушко становништво старије од 18 година са постосновним образовањем                              | 20997    |
| 118 | Женско становништво старије од 18 година са постосновним образовањем                             | 23236    |
| 119 | Просечна оцена школовања                                                                         | 10.75    |
| 120 | Просечан ниво образовања мушке популације                                                        | 10.85    |
| 121 | Просечан ниво образовања женског становништва                                                    | 10.67    |
| 122 | Економски активно становништво                                                                   | 55015    |
| 123 | Економски активна мушка популација                                                               | 31757    |
| 124 | Економски активна женска популација                                                              | 23258    |
| 125 | Становништво које није економски активно                                                         | 35017    |
| 126 | Мушко становништво које није економски активно                                                   | 11257    |
| 127 | Женско становништво које није економски активно                                                  | 23760    |
| 128 | Запослено становништво                                                                           | 53079    |
| 129 | Запослено мушко становништво                                                                     | 30383    |
| 130 | Запослено женско становништво                                                                    | 22696    |
| 131 | Незапослена популација                                                                           | 1936     |
| 132 | Незапослена мушка популација                                                                     | 1374     |
| 133 | Незапослена женска популација                                                                    | 562      |
| 134 | Становништво без права на здравствене услуге                                                     | 17935    |
| 135 | Становништво које има право на здравствене услуге                                                | 97249    |
| 136 | Становништво које има право на ИМСС                                                              | 58964    |
| 137 | Становништво које има право на социјално осигурање                                               | 13397    |
| 138 | Становништво које има право на државно социјално осигурање                                       | 458      |
| 139 | Становништво које има право на опште осигурање или здравствено осигурање за нову генерацију      | 24516    |
| 140 | Становништво које је било једном или није било у браку током 12 година и више                    | 33512    |
| 141 | Венчано или уједињено становништво од 12 година и више                                           | 48113    |
| 142 | Становништво које је било у браку или уједињено 12 година и више                                 | 8523     |
| 143 | Становништво са католичком религијом                                                             | 103865   |
| 144 | Протестанти, еванђелисти и библијски следбеници различити од еванђелиста                         | 7126     |
| 145 | Становништво са другим религијама различитим од претходних                                       | 98       |
| 146 | Становништво без религије                                                                        | 3714     |
| 147 | Укупно пописаних домаћинства                                                                     | 33549    |
| 148 | Пописна домаћинства на челу са мушкарцима                                                        | 24191    |
| 149 | Пописна домаћинства на челу са женама                                                            | 9358     |
| 150 | Становништво у пописним домаћинствима                                                            | 115401   |
| 151 | Становништво у пописним домаћинствима на челу са мушкарцима                                      | 87738    |
| 152 | Становништво у пописним домаћинствима на челу са женама                                          | 27663    |
| 153 | Укупно домаћинстава                                                                              | 44773    |
| 154 | Укупно насељених домаћинстава                                                                    | 34258    |
| 155 | Укупно приватних кућа                                                                            | 44064    |
| 156 | Насељени приватни домови                                                                         | 33549    |
| 157 | Укупно насељених приватних кућа                                                                  | 34252    |
| 158 | Ненасељене приватне куће                                                                         | 7937     |
| 159 | Појединачна домаћинства за привремену употребу                                                   | 2578     |
| 160 | Становници у насељеним приватним кућама                                                          | 115401   |
| 161 | Насељеност станара у приватним становима                                                         | 3.44     |
| 162 | Просечно становника по соби у приватним насељеним домаћинствима                                  | 0.9      |
| 163 | Појединачна домаћинства са подовима од различитих материјала од земље                            | 32898    |
| 164 | Појединачна домаћинства у приземљу                                                               | 575      |
| 165 | Појединачна домаћинства са једном спаваћом собом                                                 | 9585     |
| 166 | Појединачна домаћинства са две спаваће собе и више                                               | 23884    |
| 167 | Појединачна домаћинства са једним собом                                                          | 580      |
| 168 | Појединачна домаћинства са две собе                                                              | 3903     |
| 169 | Појединачна домаћинства са 3 собе и више                                                         | 28968    |
| 170 | Појединачна домаћинства која имају електрично светло                                             | 33460    |
| 171 | Појединачна домаћинства која немају електрично светло                                            | 50       |
| 172 | Појединачна домаћинства која имају водоводну воду у стамбеном простору                           | 33379    |
| 173 | Појединачна домаћинства која немају водоводну воду у стамбеном простору                          | 101      |
| 174 | Појединачна домаћинства која имају тоалет                                                        | 33462    |
| 175 | Појединачна домаћинства која имају канализацију                                                  | 33434    |
| 176 | Појединачна домаћинства која немају канализацију                                                 | 27       |
| 177 | Појединачна домаћинства која имају електрично светло, довод воде из јавне мреже и канализацију   | 33283    |
| 178 | Појединачна домаћинства без икаквих услова                                                       | 39       |
| 179 | Појединачна домаћинства која имају радио                                                         | 28292    |
| 180 | Појединачна домаћинства која имају телевизор                                                     | 32888    |
| 181 | Појединачна домаћинства која имају фрижидер                                                      | 32051    |
| 182 | Појединачна домаћинства која имају машину за веш                                                 | 26575    |
| 183 | Појединачна домаћинства која имају аутомобил или комби                                           | 21453    |
| 184 | Појединачна домаћинства која имају рачунар                                                       | 16389    |
| 185 | Појединачна домаћинства која имају фиксну телефонску линију                                      | 18905    |
| 186 | Појединачна домаћинства која имају мобилни телефон                                               | 29160    |
| 187 | Појединачна домаћинства која имају приступ интернету                                             | 12094    |
| 188 | Величина локације                                                                                | 11       |